# 3930 Василів
3930 Василів (3930 Vasilev) — астероїд головного поясу, відкритий 25 жовтня 1982 року.
Тіссеранів параметр щодо Юпітера — 3,195.